# Glomeromycota
Division
Sous-division
Les Glomeromycota sont une division de champignons du sous-règne des Mucoromyceta, qui ne contient qu'une seule sous-division, les Glomeromycotina.

## Liste des classes
Selon MycoBank (18 juin 2020) :
- Glomeromycetes Caval.-Sm., 1998
- Archaeosporomycetes Sieverd., G.A. Silva, B.T. Goto & Oehl, 2011
- Paraglomeromycetes Oehl, G.A. Silva, B.T. Goto & Sieverd, 2011